# Пам'ятник Сергію Уточкіну (Одеса)
Пам'ятник Сергію Уточкіну в Одесі — бронзова скульптура присвячена Сергію Уточкіну, видатному одеському спортсмену, одному з перших льотчиків в Російській імперії; була встановлена на вулиці Дерибасівській 22 2 вересня 2001 року.

## Пам'ятник

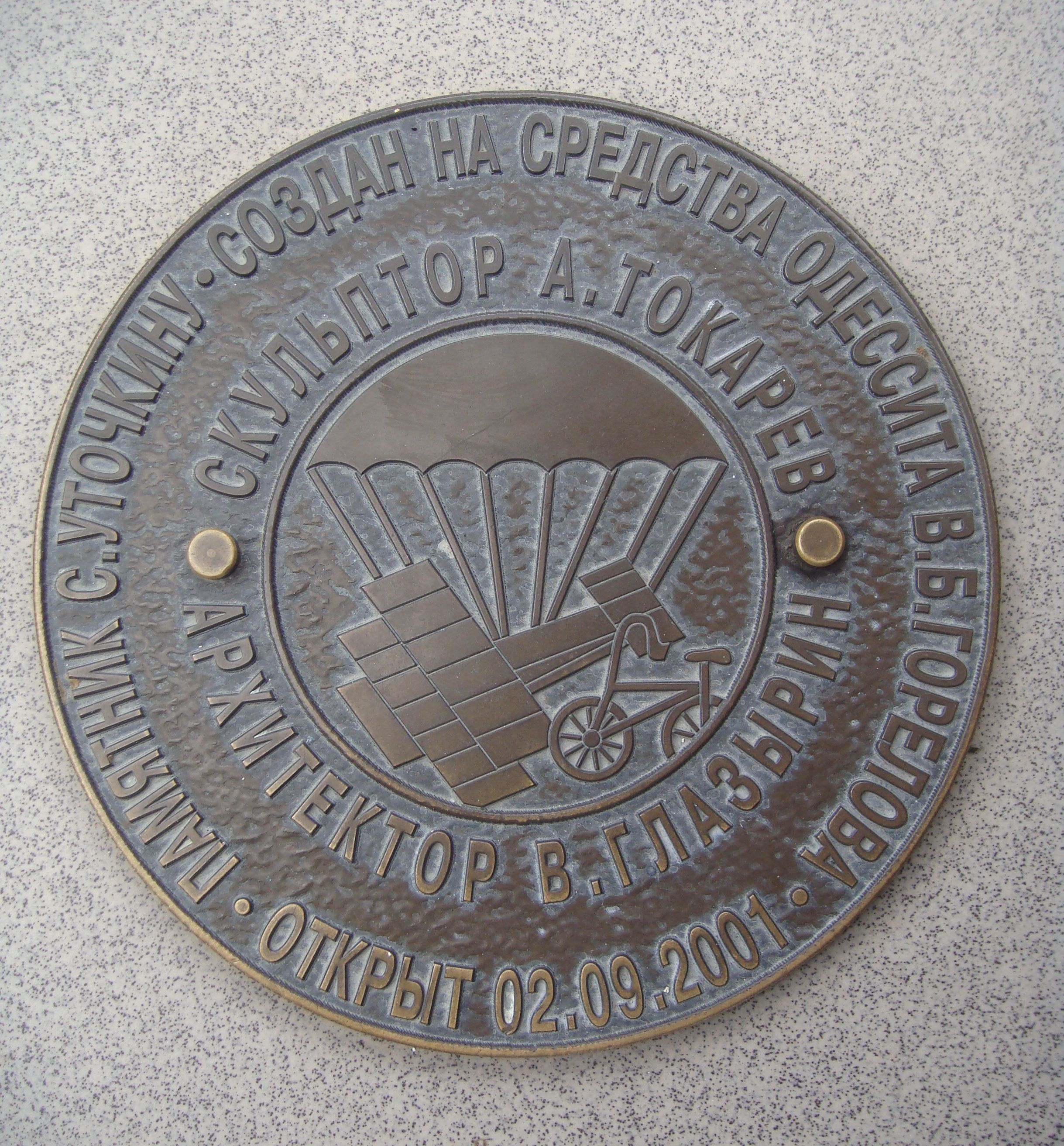
Пам'ятна пластина, встановлена на огорожі балкона, біля скульптури

Пам'ятник був відкритий в 2001 році в день святкування  Дня міста, який відзначається в Одесі 2 вересня. Монумент виконаний у вигляді бронзової фігури Сергія Уточкіна в людський зріст. Уточкін стоїть на імпровізованому балконі і мрійливо запускає паперовий літачок. Пам'ятник створено одеським скульптором Олександром Токарєв, автором ряду скульптур малих форм, що прикрашають вулиці і парки Одеси. Скульптор розповів про створення пам'ятника:

Я хотів зобразити образ мрії в стані польоту, Уточкина-мрійника, піднесеного і віддаленого від усіх. Уточкін не йшов у ногу зі своїм часом, він випереджав його. І зараз навряд чи його можна представити у нашій сучасності. Тому було складно робити такого багатогранного людини. Був спокуса зробити його в крагах, на велосипеді чи мотоциклі. Але тоді подумають, що він велосипедист або мотоцикліст. Все це було однобоким, що не розкриває його. І я вирішив зробити одеського хлопчину. Ліпив його скульптуру з тих друзів і знайомих, які до мене заходили до майстерні. Звичайно, можна було б зобразити його більш розпатлана, метушливим. Але я думаю, цей образ виявився найвдалішим і він сподобався одеситам.